# رنا اوون
رنا اوون (انگلیسی: Rena Owen؛ زادهٔ ۲۲ ژوئیهٔ ۱۹۶۲) یک هنرپیشه سینما و تلویزیون اهل نیوزیلند است.
از فیلم‌ها یا برنامه‌های تلویزیونی که وی در آن نقش داشته است می‌توان به ورونیکا تصمیم می‌گیرد بمیرد، آخرین شکارچی جادوگر، و سایرن اشاره کرد.